# Teresa Bell
Teresa Bell, född den 28 augusti 1966 i Washington Crossing, New Jersey, är en amerikansk roddare.
Hon tog OS-silver i lättvikts-dubbelsculler i samband med de olympiska roddtävlingarna 1996 i Atlanta.